# 19.ª etapa do Tour de France de 2022
A 19.ª etapa do Tour de France de 2022 teve lugar a 22 de julho de 2022 entre Castelnau-Magnoac e Cahors sobre um percurso de 188,3 km. O vencedor foi o francês Christophe Laporte do Jumbo-Visma e o dinamarquês Jonas Vingegaard manteve a liderança.

## Classificação da etapa
| Castelnau-Magnoac - Cahors | etapa plana | (188,3 km) |

| \| Classificação por etapas \| Classificação por etapas \| Classificação por etapas \| Classificação por etapas \| Classificação por etapas \| \| Ciclista \| Ciclista \| Equipe \| Tempo \| \| \| ------------------------ \| ------------------------ \| ------------------------ \| ------------------------ \| ------------------------ \| \| 1. \| Christophe Laporte \| Jumbo-Visma \| 3h52m04s \| \| \| 2. \| Jasper Philipsen \| Alpecin-Deceuninck \| + 1s \| \| \| 3. \| Alberto Dainese \| Team DSM \| + 1s \| \| \| 4. \| Florian Sénéchal \| Quick-Step Alpha Vinyl \| + 1s \| \| \| 5. \| Tadej Pogačar \| UAE Team Emirates \| + 1s \| \| \| 6. \| Amaury Capiot \| Arkéa-Samsic \| + 1s \| \| \| 7. \| Dylan Groenewegen \| BikeExchange-Jayco \| + 1s \| \| \| 8. \| Hugo Hofstetter \| Arkéa-Samsic \| + 1s \| \| \| 9. \| Luka Mezgec \| BikeExchange-Jayco \| + 1s \| \| \| 10. \| Caleb Ewan \| Lotto-Soudal \| + 1s \| \| |                    |                        |          |
| |                    |                        |          |
| Fonte: ProCyclingStats |                    |                        |          |
| Classificação por etapas |                    |                        |          |
| Ciclista | Ciclista           | Equipe                 | Tempo    |
| 1. | Christophe Laporte | Jumbo-Visma            | 3h52m04s |
| 2. | Jasper Philipsen   | Alpecin-Deceuninck     | + 1s     |
| 3. | Alberto Dainese    | Team DSM               | + 1s     |
| 4. | Florian Sénéchal   | Quick-Step Alpha Vinyl | + 1s     |
| 5. | Tadej Pogačar      | UAE Team Emirates      | + 1s     |
| 6. | Amaury Capiot      | Arkéa-Samsic           | + 1s     |
| 7. | Dylan Groenewegen  | BikeExchange-Jayco     | + 1s     |
| 8. | Hugo Hofstetter    | Arkéa-Samsic           | + 1s     |
| 9. | Luka Mezgec        | BikeExchange-Jayco     | + 1s     |
| 10. | Caleb Ewan         | Lotto-Soudal           | + 1s     |

## Classificações ao final da etapa

### Classificação geral(Maillot Jaune)
| \| Classificação geral \| Classificação geral \| Classificação geral \| Classificação geral \| Classificação geral \| \| Ciclista \| Ciclista \| Equipe \| Tempo \| \| \| ------------------- \| ------------------- \| ---------------------------------- \| ------------------- \| ------------------- \| \| 1. \| Jonas Vingegaard \| Jumbo-Visma \| 75h45m44s \| \| \| 2. \| Tadej Pogačar \| UAE Team Emirates \| + 3m26s \| \| \| 3. \| Geraint Thomas \| Ineos Grenadiers \| + 8m00s \| \| \| 4. \| David Gaudu \| Groupama-FDJ \| + 11m05s \| \| \| 5. \| Nairo Quintana \| Arkéa-Samsic \| + 13m35s \| \| \| 6. \| Louis Meintjes \| Intermarché-Wanty-Gobert Matériaux \| + 13m43s \| \| \| 7. \| Aleksandr Vlasov \| Bora-Hansgrohe \| + 14m10s \| \| \| 8. \| Romain Bardet \| Team DSM \| + 16m11s \| \| \| 9. \| Alexey Lutsenko \| Astana Qazaqstan Team \| + 20m24s \| \| \| 10. \| Adam Yates \| Ineos Grenadiers \| + 20m32s \| \| |                  |                                    |           |
| |                  |                                    |           |
| Fonte: ProCyclingStats |                  |                                    |           |
| Classificação geral |                  |                                    |           |
| Ciclista | Ciclista         | Equipe                             | Tempo     |
| 1. | Jonas Vingegaard | Jumbo-Visma                        | 75h45m44s |
| 2. | Tadej Pogačar    | UAE Team Emirates                  | + 3m26s   |
| 3. | Geraint Thomas   | Ineos Grenadiers                   | + 8m00s   |
| 4. | David Gaudu      | Groupama-FDJ                       | + 11m05s  |
| 5. | Nairo Quintana   | Arkéa-Samsic                       | + 13m35s  |
| 6. | Louis Meintjes   | Intermarché-Wanty-Gobert Matériaux | + 13m43s  |
| 7. | Aleksandr Vlasov | Bora-Hansgrohe                     | + 14m10s  |
| 8. | Romain Bardet    | Team DSM                           | + 16m11s  |
| 9. | Alexey Lutsenko  | Astana Qazaqstan Team              | + 20m24s  |
| 10. | Adam Yates       | Ineos Grenadiers                   | + 20m32s  |

### Classificação por pontos(Maillot Vert)
| Classificação por pontos | Classificação por pontos | Classificação por pontos | Classificação por pontos | Classificação por pontos |
| Ciclista                 | Ciclista                 | Equipe                   | Pontos                   |                          |
| ------------------------ | ------------------------ | ------------------------ | ------------------------ | ------------------------ |
| 1.                       | Wout van Aert            | Jumbo-Visma              | 460 pts                  |                          |
| 2.                       | Jasper Philipsen         | Alpecin-Deceuninck       | 236 pts                  |                          |
| 3.                       | Tadej Pogačar            | UAE Team Emirates        | 235 pts                  |                          |
| 4.                       | Christophe Laporte       | Jumbo-Visma              | 171 pts                  |                          |
| 5.                       | Mads Pedersen            | Trek-Segafredo           | 158 pts                  |                          |
| 6.                       | Fabio Jakobsen           | Quick-Step Alpha Vinyl   | 155 pts                  |                          |
| 7.                       | Jonas Vingegaard         | Jumbo-Visma              | 140 pts                  |                          |
| 8.                       | Michael Matthews         | BikeExchange-Jayco       | 133 pts                  |                          |
| 9.                       | Peter Sagan              | TotalEnergies            | 104 pts                  |                          |
| 10.                      | Dylan Groenewegen        | BikeExchange-Jayco       | 86 pts                   |                          |

### Classificação da montanha(Maillot à Pois Rouges)
| Classificação da montanha | Classificação da montanha | Classificação da montanha          | Classificação da montanha | Classificação da montanha |
| Ciclista                  | Ciclista                  | Equipe                             | Pontos                    |                           |
| ------------------------- | ------------------------- | ---------------------------------- | ------------------------- | ------------------------- |
| 1.                        | Jonas Vingegaard          | Jumbo-Visma                        | 72 pts                    |                           |
| 2.                        | Simon Geschke             | Cofidis                            | 64 pts                    |                           |
| 3.                        | Giulio Ciccone            | Trek-Segafredo                     | 61 pts                    |                           |
| 4.                        | Tadej Pogačar             | UAE Team Emirates                  | 61 pts                    |                           |
| 5.                        | Wout van Aert             | Jumbo-Visma                        | 59 pts                    |                           |
| 6.                        | Thibaut Pinot             | Groupama-FDJ                       | 52 pts                    |                           |
| 7.                        | Louis Meintjes            | Intermarché-Wanty-Gobert Matériaux | 39 pts                    |                           |
| 8.                        | Neilson Powless           | EF Education-EasyPost              | 37 pts                    |                           |
| 9.                        | Pierre Latour             | TotalEnergies                      | 35 pts                    |                           |
| 10.                       | Geraint Thomas            | Ineos Grenadiers                   | 32 pts                    |                           |

### Classificação do melhor jovem(Maillot Blanc)
| Classificação dos jovens | Classificação dos jovens | Classificação dos jovens           | Classificação dos jovens | Classificação dos jovens |
| Ciclista                 | Ciclista                 | Equipe                             | Tempo                    |                          |
| ------------------------ | ------------------------ | ---------------------------------- | ------------------------ | ------------------------ |
| 1.                       | Tadej Pogačar            | UAE Team Emirates                  | 75h49m05s                |                          |
| 2.                       | Thomas Pidcock           | Ineos Grenadiers                   | + 51m26s                 |                          |
| 3.                       | Brandon McNulty          | UAE Team Emirates                  | + 1h22m39s               |                          |
| 4.                       | Matteo Jorgenson         | Movistar Team                      | + 1h28m20s               |                          |
| 5.                       | Andreas Leknessund       | Team DSM                           | + 1h52m19s               |                          |
| 6.                       | Michael Storer           | Groupama-FDJ                       | + 2h15m22s               |                          |
| 7.                       | Georg Zimmermann         | Intermarché-Wanty-Gobert Matériaux | + 2h30m37s               |                          |
| 8.                       | Kevin Geniets            | Groupama-FDJ                       | + 2h41m51s               |                          |
| 9.                       | Fred Wright              | Bahrain Victorious                 | + 3h00m20s               |                          |
| 10.                      | Quinn Simmons            | Trek-Segafredo                     | + 3h19m09s               |                          |

### Classificação por equipas(Classement par Équipe)
| Classificação por equipes | Classificação por equipes | Classificação por equipes | Classificação por equipes |
| Equipe                    | Equipe                    | Tempo                     |                           |
| ------------------------- | ------------------------- | ------------------------- | ------------------------- |
| 1.                        | Ineos Grenadiers          | 227h39m23s                |                           |
| 2.                        | Groupama-FDJ              | + 32m37s                  |                           |
| 3.                        | Jumbo-Visma               | + 42m16s                  |                           |
| 4.                        | Bora-Hansgrohe            | + 1h45m33s                |                           |
| 5.                        | Movistar Team             | + 2h00m51s                |                           |
| 6.                        | UAE Team Emirates         | + 2h11m58s                |                           |
| 7.                        | Bahrain Victorious        | + 2h55m55s                |                           |
| 8.                        | Team DSM                  | + 3h18m51s                |                           |
| 9.                        | Israel-Premier Tech       | + 3h48m11s                |                           |
| 10.                       | Arkéa-Samsic              | + 3h49m10s                |                           |

## Abandonos
Enric Mas não tomou a saída depois de ter dado positivo em COVID-19.